# Рай (Мазовецкое воеводство)
Рай (пол. Raj) — посёлок в Польше, в Липском повяте Мазовецкого воеводства, относится к гмине Солец-над-Вислой, староство Колёня-Надвисляньска. Посёлок расположен около 2 км к югу от Солеца-над-Вислой.
В 1975—1998 годы административно относился к Радомскому воеводству. Название посёлка имеет польское происхождение — «рай» как место, расположенное в красивой местности. Уже в XVI веке здесь существовала усадьба Рай — собственность замка в Солеце. В середине семнадцатого века был летней резиденцией Кшиштофа Збаражского. На карте 1859 года населённый пункт указан, как усадьба Вымыслув.
В современной Польше есть ещё два населённых пункта с таким же названием: Рай — село в Острудском повяте Варминско-Мазурского воеводства, относится к гмине Моронг и Рай — деревня в Картузском повяте Поморского воеводства, относится к гмине Картузы.